# Hoplinus strigosus
Hoplinus strigosus är en insektsart som beskrevs av Henry 1997. Hoplinus strigosus ingår i släktet Hoplinus och familjen styltskinnbaggar. Inga underarter finns listade i Catalogue of Life.